# Opiaatreceptor

3D-Structuurmodel van een G-proteïnegekoppelde receptor (κ-Opiaatreceptor in complex met het ligand JDTic)

De opiaatreceptor (of opioïde receptor) maakt deel uit van een groep van G-proteïnegekoppelde receptoren die een binding aangaan met opioïde peptiden of opiaten, dan wel farmaceutische morfinomimetica. Opiaatreceptoren spelen een belangrijke rol in de perceptie van pijn.
De  lichaamseigen stoffen die binden met deze receptoren zijn dynorfines, enkefalines, endorfines, endomorfines en nociceptine. Ze komen vooral voor in de hersenen en worden ook aangetroffen in het ruggenmerg en het spijsverteringskanaal. In de hersenen worden de hoogste concentraties aangetroffen in het limbisch systeem, de thalamus en de gebieden die betrokken zijn bij het functioneren van organen.
Midden jaren zestig van de 20e eeuw werd het duidelijk dat morfine en soortgelijke stoffen hun werking uitoefenden via specifieke receptoren en dat er bovendien veel van zulke receptoren bestonden.  De precieze functies van de verschillende soorten opioïde receptoren is nog niet goed duidelijk. Wel komt consistent naar voren dat ze allen het dopaminesysteem beïnvloeden, daarbij hebben κ en μ respectievelijk een sedatief dan wel een activerend effect.

## De belangrijkste klassen
Er zijn 5 bekende onderklassen van opiaatreceptoren:
| Receptor                    | Subtypes   | Locatie | Functie |
| --------------------------- | ---------- | --- | --- |
| delta (δ) DOR OP1           | δ1, δ2     | - hersenen - pons - amygdala - bulbus olfactorius - diepe deel van de hersenschors - perifere zenuwcellen                                                                                         | - analgesie - antidepressieve effecten - epileptische effecten - lichamelijke afhankelijkheid - invloed op μ-opioid receptor-afhankelijke ademhalingsdepressie                                      |
| kappa (κ) KOR OP2           | κ1, κ2, κ3 | - hersenen - hypothalamus - periaqueductale grijs - claustrum - ruggenmerg - Substantia gelatinosa - perifere zenuwcellen                                                                         | - analgesie - anticonvulsief effect - depressie - dissociatief/hallucinogeen effect - diurese - dysforie - miosis - zenuwcel-bescherming - sedatie - stress                                         |
| mu (μ) MOR OP3              | μ1, μ2, μ3 | - hersenen - cortex cerebri (laminae III and IV) - thalamus - striosome - periaqueductale grijs - medulla oblongata - ruggenmerg - Substantia gelatinosa - perifere zenuwcellen - maag-darmkanaal | μ1: - analgesie - lichamelijke afhankelijkheid μ2: - ademhalingsdepressie - miosis - euforie - verminderde gastrointestinal activiteit - lichamelijke afhankelijkheid μ3: - mogelijke vasodilatatie |
| Nociceptinereceptor NOP OP4 | ORL1       | - hersenen - hersenschors - amygdala - hippocampus - septal nuclei - habenula - hypothalamus - ruggenmerg                                                                                         | - bezorgdheid - depressie - eetlust - ontwikkeling van tolerantie ten opzichte van μ-opiaatagonisten                                                                                                |
| zetta (ζ) ZOR               |            | | |

## Naamgeving
De naamgeving is afgeleid van het eerste molecuul dat bond met de receptor. Zo is morfine verantwoordelijk voor de naamgeving van de mu-receptor.